# コマルカ・ド・バルバンサ
コマルカ・ド・バルバンサ（Comarca do Barbanza）はガリシア州ア・コルーニャ県のコマルカで、同県の最西南部に位置、バルバンサ半島の南側、リア・デ・アロウサに面した側にある。
ボイロ、ア・ポブラ・ド・カラミニャル、リアンショ、リベイラの4自治体によって構成される。
隣接するコマルカは、北がコマルカ・デ・ノイア、東がコマルカ・ド・サールとウジャ川河口部を挟んでポンテベドラ県のコマルカ・デ・カルダス、南はリア・デ・アロウサ、西は大西洋に面している。リア・デ・アロウサの対岸はポンテベドラ県のコマルカ・ド・サルネスである。
面積は246.8km²で、2010年の人口は68,264人（2007年：67,205人）。コマルカの中心となっている地区は自治体リベイラのリベイラ教区内のサンタ・ウシーア・デ・リベイラ地区。カスティーリャ語表記はComarca del Barbanza。

## 地理
| コマルカ・ド・バルバンサの構成自治体（2010年）         |            |             |                    |
| 自治体                                                 | 人口（人） | 面積（km²） | 人口密度（人/km²） |
| ボイロ                                                 | 19,076     | 86.6        | 220.3              |
| ア・ポブラ・ド・カラミニャル                           | 9,858      | 32.4        | 304.3              |
| リアンショ                                             | 11,826     | 58.8        | 201.1              |
| リベイラ                                               | 27,504     | 69.0        | 398.6              |
| 計                                                     | 68,264     | 246.8       | 276.6              |
| 出典: INE（スペイン国立統計局）、IGE（ガリシア統計局） |            |             |                    |